# Sorceress (album)
Sorceress è il dodicesimo album in studio del gruppo musicale svedese Opeth, pubblicato nel 2016 dalla Moderbolaget Records e dalla Nuclear Blast.

## Tracce
Testi e musiche di Mikael Åkerfeldt, eccetto dove indicato.
1. Persephone – 1:51
2. Sorceress – 5:49
3. The Wilde Flowers – 6:49
4. Will o the Wisp – 5:07
5. Chrysalis – 7:16
6. Sorceress 2 – 3:49
7. The Seventh Sojourn – 5:29
8. Strange Brew – 8:44 (musica: Mikael Åkerfeldt, Fredrik Åkesson)
9. A Fleeting Glance – 5:06
10. Era – 5:41
11. Persephone (Slight Return) – 0:54

Tracce bonus nell'edizione LP
1. The Ward – 3:13
2. Spring MCMLXXIV – 6:11

CD bonus nell'edizione digipak
1. The Ward – 3:13
2. Spring MCMLXXIV – 6:11
3. Cusp of Eternity (Live) – 5:44
4. The Drapery Falls (Live) – 10:23
5. Voice of Treason (Live) – 8:10

## Formazione
Gruppo
- Mikael Åkerfeldt – voce, cori, chitarra elettrica e acustica
- Fredrik Åkesson – chitarra elettrica e acustica, cori
- Martin Mendez – basso
- Joakim Svalberg – organo Hammond C3, mellotron, Fender Rhodes 88, clavicembalo, pianoforte, moog, percussioni, cori
- Martin Axenrot – batteria, percussioni

Altri musicisti
- Pascale Marie Vickery – voce narrante (traccia 11)
- Will Malone – arrangiamento strumenti ad arco

Produzione
- Mikael Åkerfeldt – produzione
- Tom Dalgety – coproduzione, ingegneria del suono, missaggio
- Robbie Nelson – ingegneria strumenti ad arco
- John Davis – mastering

## Classifiche
| Classifica (2016)          | Posizione massima |
| -------------------------- | ----------------- |
| Australia                  | 7                 |
| Austria                    | 10                |
| Belgio (Fiandre)           | 16                |
| Belgio (Vallonia)          | 20                |
| Canada                     | 13                |
| Finlandia                  | 3                 |
| Francia                    | 29                |
| Germania                   | 1                 |
| Italia                     | 12                |
| Norvegia                   | 8                 |
| Nuova Zelanda              | 28                |
| Paesi Bassi                | 11                |
| Regno Unito                | 11                |
| Regno Unito (rock & metal) | 1                 |
| Stati Uniti                | 24                |
| Stati Uniti (hard rock)    | 1                 |
| Stati Uniti (independent)  | 4                 |
| Stati Uniti (rock)         | 7                 |
| Stati Uniti (tastemaker)   | 4                 |
| Svezia                     | 7                 |
| Svizzera                   | 6                 |
| Ungheria                   | 18                |